# Ni-hor
Ni-hor, Nu-hor of Ny-hor was mogelijk een koning in proto-dynastiek Egypte. De wetenschappelijke onderbouwing van het bestaan van de koning is dubieus.

## Bewijzen
Zijn naam verschijnt overwegend op aardewerken en stenen voorwerpen gevonden in tombes in de plaatsen Tarkhan, Toera en in Naqada.

## Interpretatie van de naam
Over de interpretatie van het lezen en interpreteren van de koningsnaam blijft men in de Egyptologie verdeeld.
Volgens Flinders Petrie was het overduidelijk dat het hiëroglief waarmee Ni-hor werd geschreven een cursief karakter was voor een deel van de naam van Narmer.
Thomas Schneider, Günter Dreyer en Werner Kaiser interpreteren de naam als Ni-hor, omdat de vondsten waarop de naam is geschreven uit een tijd dateren toen koning Narmer nog niet leefde. Volgens Kaiser betekent zijn naam De jager.
De egyptoloog Ludwig D. Morenz stelt dat de naam op meerdere manieren leesbaar is, aangezien het teken, waarin de naam is geschreven, geen verdere details onthuld. Het teken zou zelfs een onderdeel van de Serech kunnen zijn of een heel ander symbool. Volgens Morenz zou de naam betekenen: Jager van Horus of Hij behoort tot Horus.